# دائرة السم

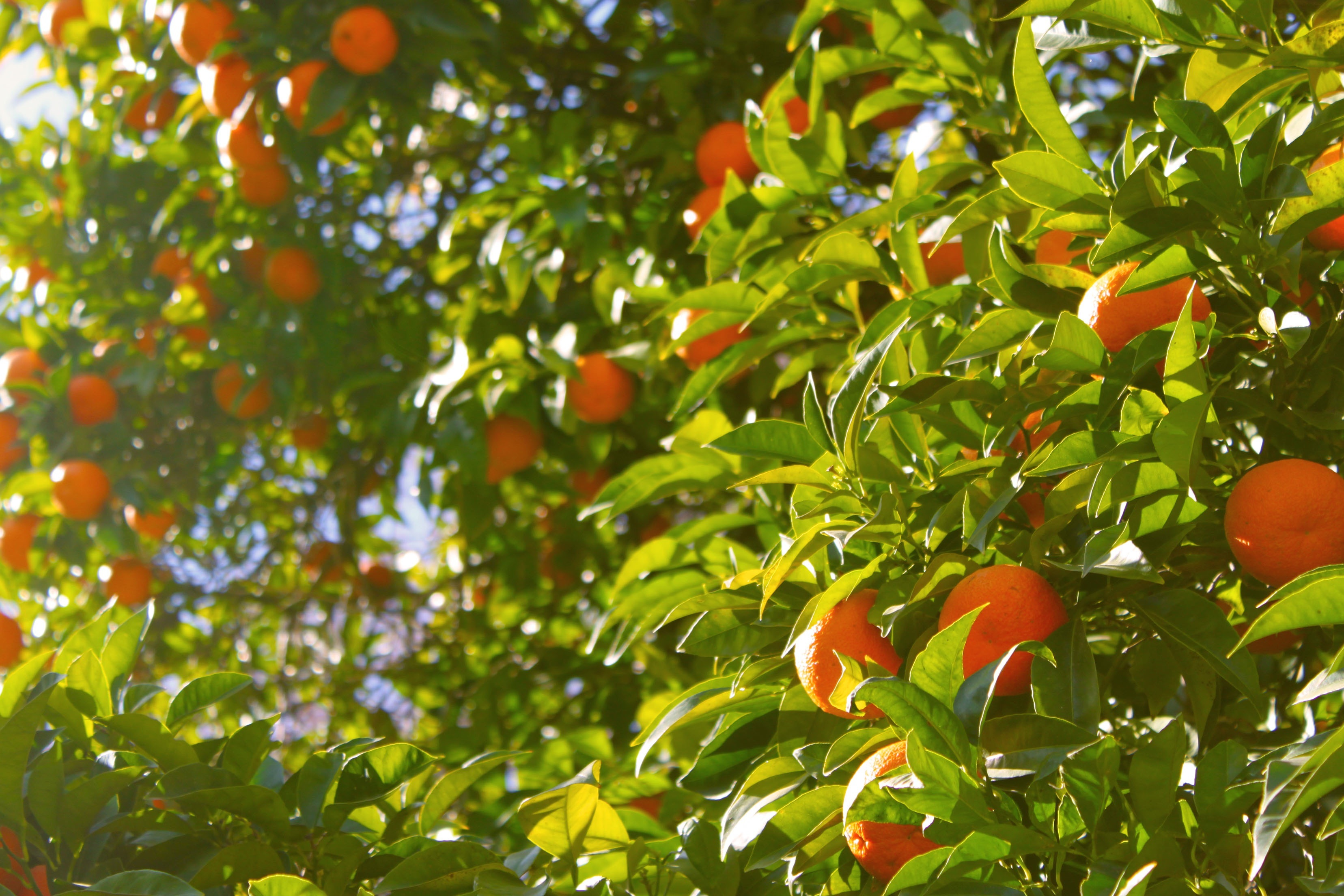
والبرتقال هو محصول نقدي يعالج بـ Imazalil (Enilconazole)، وهو مبيد فطري نظامي يستخدم للتحكم في مجموعة واسعة من الفطريات على الفاكهة. في يوليو 1999، صنفت وكالة حماية البيئة Imazalil بأنها «من المحتمل أن تكون مسببة للسرطان في البشر»، في مسودة الخطوط التوجيهية لتقييم مخاطر السرطان. في مسح أجرته شبكة عمل مبيدات الآفات (PAN)، وجدوا أن أكثر من 5 ٪ من الفاكهة والخضراوات وغيرها من الأطعمة تحمل مخلفات مبيدات الآفات الضارة التي تشكل مخاطر صحية «ملموسة» على المستهلكين. تجاوز الحد الآمن على 79 ٪ من عينات من البرتقال.

تُشير دائرة السُم (بالإنجليزية: Circle of Poison)‏‏ (تُدعى اختصارًا COP) إلى تصدير مبيدات الآفات المحظورة محليًا لاستخدامها في الأطعمة في مناطق أخرى، تعود بعض هذه المبيدات عن طريق الإستيراد، وتكتمل هذه الدائرة عندما تستخدم المواد الكميائية السامة التي تم تصديرها لزراعة الفاكهة واللحوم والمنتجات التي يتم إستيرادها والمتاحة للأستهلاك المحلي. تم تحديد هذه الدائرة لأول مرة في الولايات المتحدة ولكن هذه العلاقة موجودة أيضًا بين الدول الأخرى في الشمال والجنوب.

## تاريخ المفهوم
في كتاب «دائرة السموم: المبيدات الحشرية والناس في عالم جائع» يقدم ديفيد وير ومارك شابيرو من مركز الأبلاغ الأستقصائي ومقره في أوكلاند دراسة استقصائية عن كيف أن بعض المواد الكيميائية الخطرة المحظورة في الولايات المتحدة ما زالت تدخل مرة أخرى إلى الولايات المتحدة والنظام الغذائي الأمريكي من خلال الواردات الغذائية. يتم إنتاج العديد من المواد الكميائية المحددة وخاصًة المبيدات الحشرية في الولايات المتحدة وتصديرها إلى جنوب الكرة الأرضية ، ثم يتم استخدام المواد الكميائية المحظورة على «المحاصيل النقدية»، والتي يتم تصديرها لاحقًا إلى الولايات المتحدة والدول الصناعية الأخرى لتحقيق أرباح عالية ، وأظهرت الدراسة التحقيقية التي أجراها فيير وشابيرو أن المواد الكيميائية شديدة الفعالية والخطورة المستخدمة في الزراعة المحلية أدت إلى صخب عام للوائح صارمة،  وأن المبيدات الحشرية تسهم في توسيع الزراعة الموجهة للتصدير على حساب الإنتاج الغذائي للاحتياجات المحلية، وحتى في المناطق التي تستخدم فيها المحاصيل الغذائية. غالبًا ما ترتبط المبيدات «بالثورة الخضراء» والتي يمكن أن تعني المزيد من الجوع حتى أثناء زيادة الإنتاج،  وهم يرون أن المبيدات لا تشكل حلاً للجوع، بل تتجاوز حاجات الفقراء الذين -لا يملكون المال لشراء الطعام أو الأرض لزراعته – علاوة على ذلك، يزعمون أن شركات الكيماويات الزراعية تعتمد على الربح، فقد صممت اللوائح للسماح بتصدير المواد الكيميائية الخطرة بشكل غير مقيد. يرى فيير وشابيرو أن هذه الثغرة كانت كارثة.       